# Wanda Dubieńska

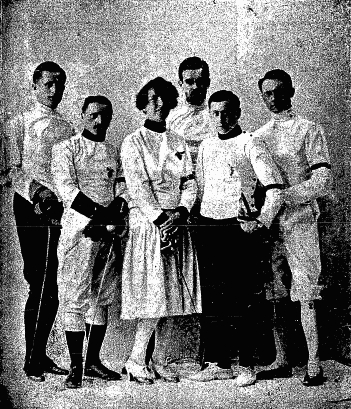
Wanda Dubieńska a treia din stânga, în 1922

Wanda Dubieńska născută Nowak (n. 12 iunie 1895, Cracovia, Austro-Ungaria – d. 28 noiembrie 1968, Rząska⁠(d), Gmina Zabierzów⁠(d), voievodatul Polonia Mică, Polonia) a fost o scrimeră poloneză, jucătoare de tenis, schioară și celebritate sportivă, prima campioană olimpică a Poloniei. A fost fiica microbiologului și a politicianului polonez Julian Nowak. Wanda Dubieńska a participat în competiția individuală feminină la floretă la Jocurile Olimpice de vară din 1924. Dubieńska a fost înmormântată la Cimitirul Rakowicki. 

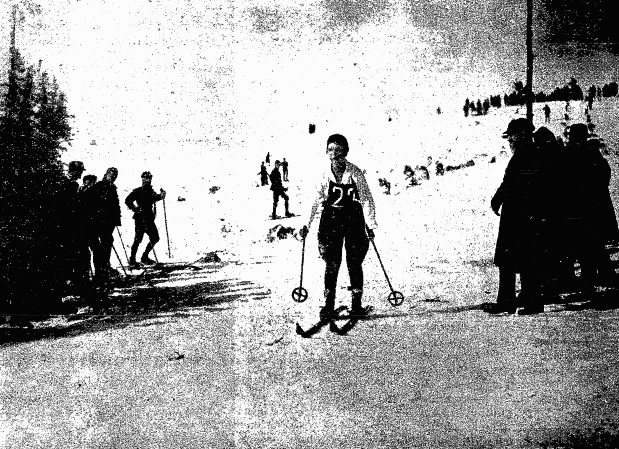
Wanda Dubieńska în Zakopane, 1922

## Biografie
A fost fiica lui Julian Ignacy Nowak (microbiolog, profesor la Universitatea Jagiellonă, ulterior prim-ministru al Republicii Polone) și Zofia née Wężowicz, absolventă a facultăților de muzică și de medicină veterinară. Pictată de Stanisław Wyspiański și Jacek Malczewski, ea a cântat la pian la patru mâini cu Ignacy Paderewski. A fost una dintre sportivele poloneze de frunte din perioada interbelică. În anii 1912-1933 a concurat pentru Akademicki Związek Sportowy (AKS) Cracovia.

### Scrimă și Jocuri Olimpice
Wanda Dubieńska a fost prima sportivă olimpică poloneză prezentată de Comitetul Olimpic Polonez (Polski Komitet Olimpijski) pentru a participa în competiția feminină de scrimă a Jocurilor Olimpice de la Anvers (1920), dar din cauza războiului polono-bolșevic nu a participat la aceste Jocuri. Ea nu a mai apărut până la următoarele Jocuri Olimpice de la Paris (1924), în proba de floretă, când nu a reușit să depășească faza eliminatorie. La floretă, ea a câștigat titlul de campioană a Poloniei în 1928 și din nou în 1929, apoi a renunțat să mai concureze în acest sport. În anii 1928–1929 a publicat mai multe articole despre scrimă în revista „Start”.

### Tenis
În campionatul național polonez de tenis simplu, ea a triumfat în 1928 la Katowice, învingând-o în finală pe tânăra Jadwiga Jędrzejowska. A mai jucat, la tenis simplu, în finalele din 1921, 1922, 1926, 1927, 1930, 1932 și 1933, pe care le-a pierdut, ultimele trei finale în fața aceleiași Jędrzejowska. Potrivit amintirilor jucătoarei Jędrzejowska, publicate în Urodziłam się na korcie (M-am născut pe teren), relațiile dintre cele două jucătoare nu au fost bune, Dubieńska a rămas inaccesibilă tinerei sale rivale, a refuzat să se antreneze împreună și s-a opus admiterii acesteia în clubul AKS Cracovia. În alte competiții de tenis, Dubieńska a câștigat titlul de campioană a Poloniei la tenis dublu în 1933 și la mix în 1927, dar a pierdut în finalele din 1926, 1928 (la dublu) și din 1932 (la mix).

### Schi
În anii 1920, ea a fost, de asemenea, unul dintre schiorii de top din Polonia. În 1924 ea a devenit campioana poloneză la 8 km. În 1929, la competițiile internaționale, a ocupat locul 7 din 23 de concurenți.

### Al Doilea Război Mondial
În timpul ocupației naziste, ea a locuit la Cracovia. Până în septembrie 1940, a lucrat la producția de seruri și vaccinuri „Sero”. În anii 1940-1942 a lucrat în laboratorul spitalului din St. Lazăr. Din 1942 până în 1944, a fost dactilografă la fabrica de accesorii din Łagiewniki. Ea a semnat Lista Volks (Deutsche Volksliste) pentru care, după război, printr-un verdict al Curții Districtuale, a fost încarcerată într-un lagăr de muncă.

### După război
După ce a fost eliberată din lagărul de muncă, ea a trăit și a lucrat prima dată la Gorzów Wielkopolski ca medic veterinar. Din noiembrie 1948 până în decembrie 1951 a lucrat ca asistent medical la sanatorii din Jaworze, Połczyn Zdrój, Iwonicz Zdrój și Rymanów. În februarie 1952, s-a stabilit din nou definitiv la Gorzów Wielkopolski. În 1964 a obținut un doctorat în științe veterinare. Până în 1967, a lucrat la Institutul Provincial de Igienă Veterinară. A murit în 1968. A fost înmormântată la Cimitirul Rakowicki din Cracovia.
S-a despărțit după al doilea război mondial de soțul ei, Józef Dubieński, cu care s-a căsătorit înainte de 1924; soțul s-a stabilit în Israel.

## Legături externe
- Materiale media legate de Wanda Dubieńska la Wikimedia Commons
- Wanda Dubieńska, olimpijski.pl
- en Wanda Dubieńska la Olympedia.org